# Sonate K. 378
La sonate K. 378 (F.324/L.276) en fa majeur est une œuvre pour clavier du compositeur italien Domenico Scarlatti.

## Présentation
La sonate K. 378, en fa majeur, notée Allegro, forme une paire avec la sonate suivante. La formule de trois notes
donne la cellule rythmique insistante qui traverse entièrement la sonate. Juste avant la reprise (la crux), le rythme se transforme :
et les croches jouent un rôle semblable.

## Manuscrits
Le manuscrit principal est le numéro 21 du volume VIII (Ms. 9779) de Venise (1754), copié pour Maria Barbara ; les autres sont Parme X 21 (Ms. A. G. 31415), Münster V 1 (Sant Hs 3968) et Vienne A 1 (VII 28011 A).

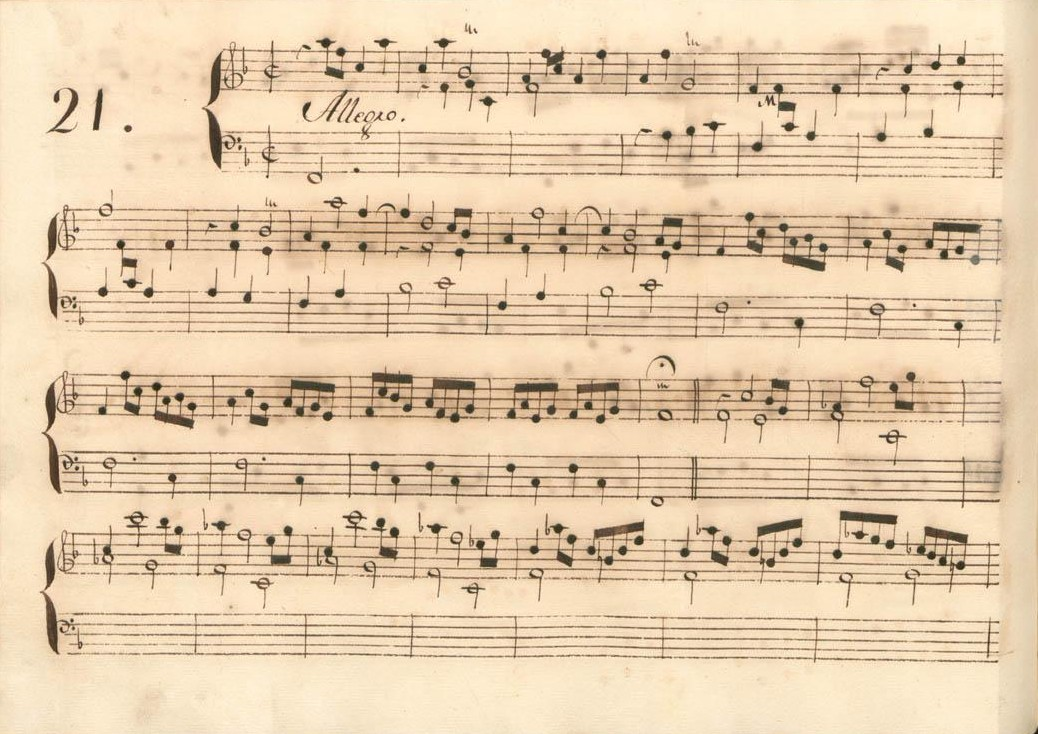
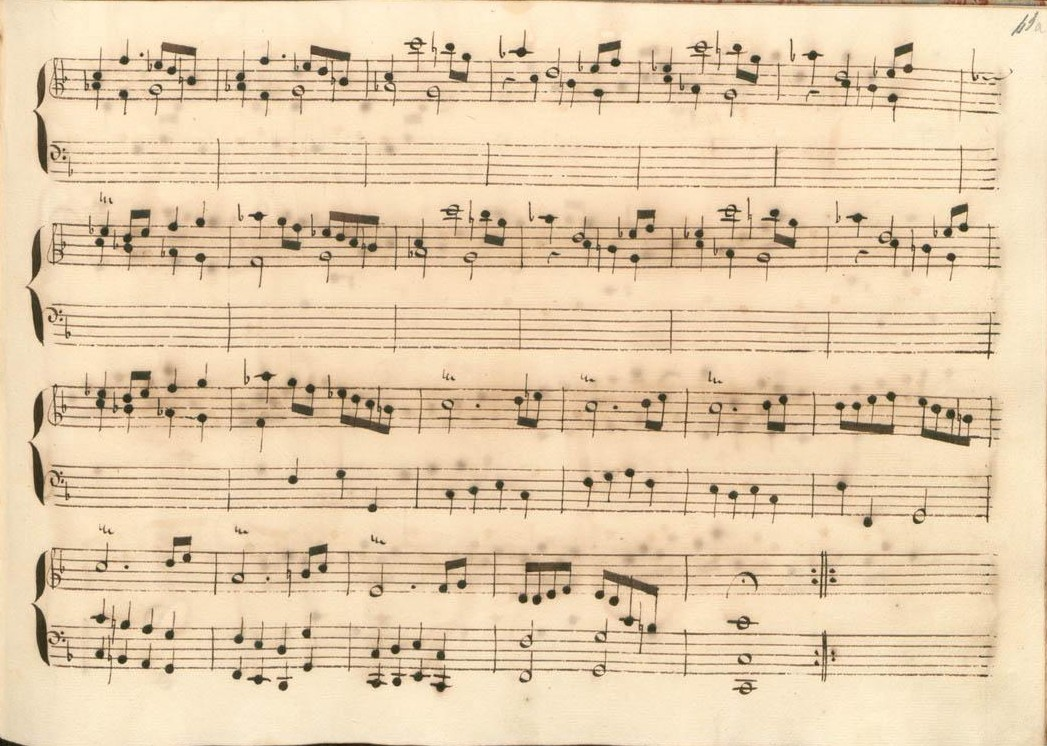
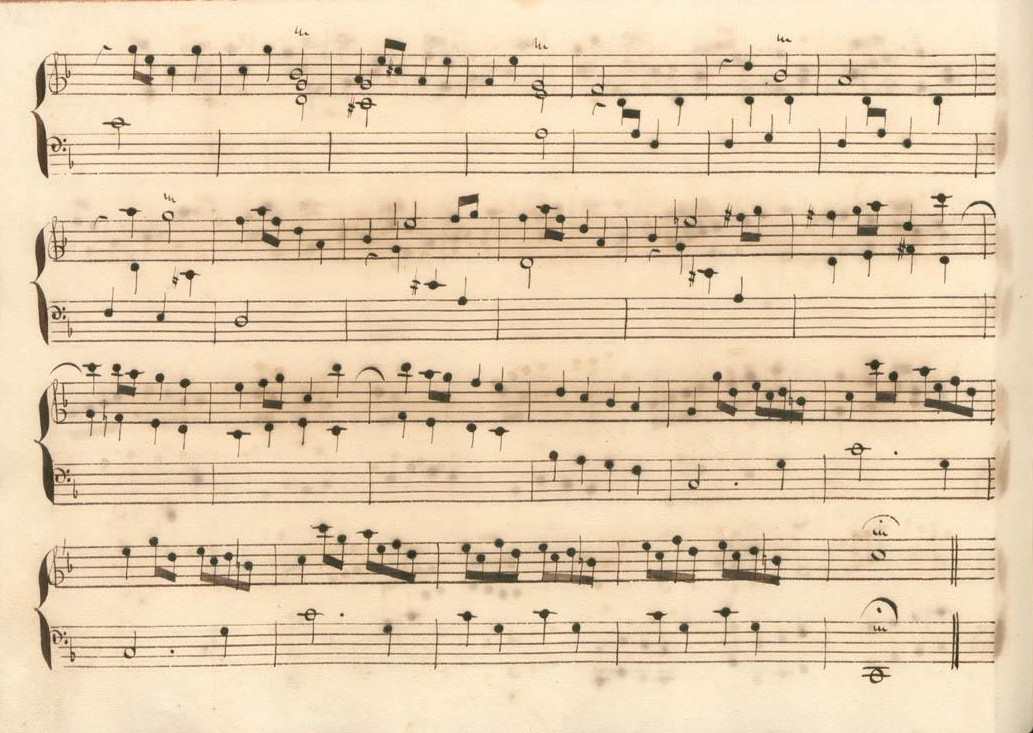
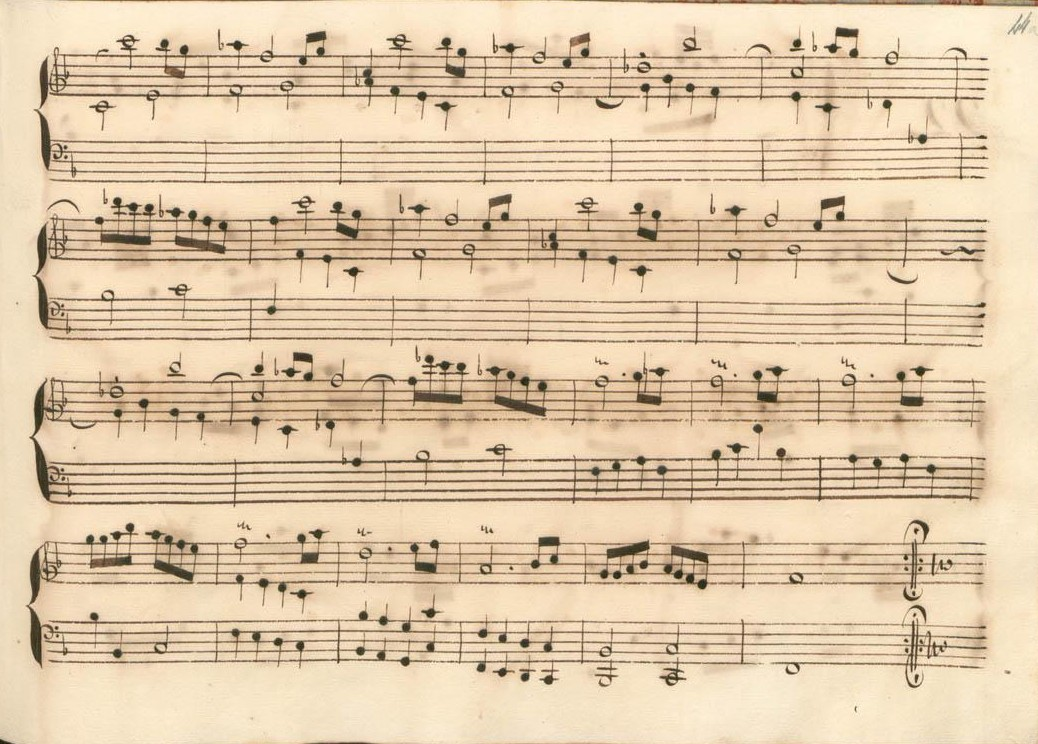

## Interprètes
La sonate K. 378 est défendue au piano, notamment par Fou Ts'ong (1984, Collins/Meridian), Carlo Grante (2013, Music & Arts, vol. 4) ; au clavecin par Scott Ross (1985, Erato), Richard Lester (2003, Nimbus, vol. 3) et Pieter-Jan Belder (Brilliant Classics, vol. 9). Martin Souter la joue sur piano-forte Cristofori de 1720 (1999, Classical Communications), ainsi que Charles Metz, sur un piano-forte carré, fabriqué en 1806 par Clementi (2023, Navona).

## Sources
: document utilisé comme source pour la rédaction de cet article.
- Ralph Kirkpatrick (trad. de l'anglais par Dennis Collins), Domenico Scarlatti, Paris, Lattès, coll. « Musique et Musiciens », 1982 (1re éd. 1953 (en)), 493 p. (ISBN 978-2-7096-0118-4, OCLC 954954205, BNF 34689181).
- Alain de Chambure, « Domenico Scarlatti : Intégrale des sonates — Scott Ross », Erato (2564-62092-2), 1985 (OCLC 891183737) .